# Stratelates

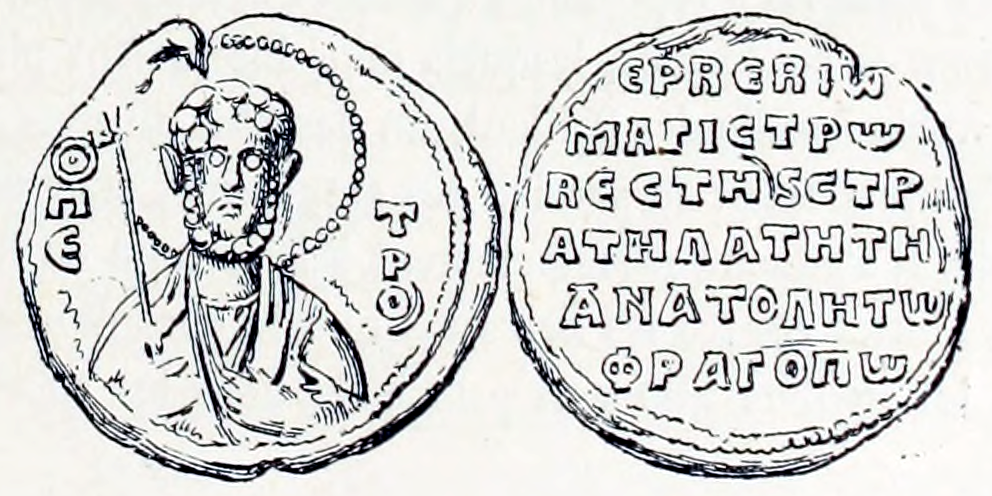
Sigiliul magistros, magistros, vestēs și stratēlatēs din est al lui Hervé Frankopoulos

Stratēlatēs (în greacă στρατηλάτης, „conducător / conducător al armatei”) a fost un termen grecesc care desemnează un general, care a devenit, de asemenea, un demnitatar onorific în Imperiul Bizantin. În primul sens, a fost adesea aplicată sfinților militari, cum ar fi Theodore Stratelates.
La sfârșitul Imperiului Roman / Bizantin timpuriu, titlul a fost folosit, împreună cu vechiul titlu stratēgos, pentru a traduce în limba greacă funcția de magister militum („stăpânul soldaților”).. Totuși, în secolul al VI-lea, înzro scrsoare a împăratului Iustinian I se atestă existența unui titlu onorific de rang mediu de stratēlatēs, care s-a clasat alături de apo eparchōn („fostul prefect”). Un prōtostratēlatēs („primul stratēlatēs”) Theopemptos este atestat într-un sigiliu din secolul al VII-lea, indicând probabil cel mai înalt demnitar din întreaga clasă a stratēlatai. Acest stratēlasia a fost o demnitate pur onorifică, atașată niciunei funcții, și a scăzut măsurabil în prestigiu în secolele alVII-lea și al VIII-lea: dovezile sigilografice care arată că aceasta a ajuns să fie deținută de trepsia inferioară a birocrației imperiale, cum ar fi kommerkiarioi (supraveghetori vamali), kouratores (supraveghetori ai unităților imperiale) și notarioi (secretari imperiali). Până la sfârșitul secolului al IX-lea, s-a clasat în partea de jos a ierarhiei demnităților imperiale (împreună cu apo eparchōn), după cum atestă în 899 Klētorologion din Filocaleu. Klētorologion consemnează, de asemenea, că demnitatea a fost conferită prin acordarea unui codicil sau a unei diplome (greacă: χάρτης), păstrând practica secolului al VI-lea. În secolele X-XI, termenul a revenit la sensul său militar inițial, fiind folosit pentru generalii de rang înalt, inclusiv comandanții șefi ( Domesticii școlilor) din Est și Vest.
În același timp, cu toate acestea, prezența unui tagma (regiment profesional permanent) numit Stratēlatai este atestată în Asia Mică la sfârșitul secolului al X-lea, format de împăratul Ioan I Tzimiskes